# バブルンのくるくるジャンプ
『バブルンのくるくるジャンプ』（Bubblen No Kurukuru Jump!）はタイトーから2000年にリリースされたアーケードゲーム。ショッピングセンターなどに置くタイプの筐体で、SCメダルゲーム第6弾。

## ゲームのルール
3ボタンで操作を行い、スーパージャンプを決めればメダルを入手できる。

## ダブルアップゲーム
あたりを狙ってから「ダブルアップする?」と聞かれる。しない場合はそのままメダルがもらえ、する場合はダブルアップできる。

## ボードについて
それぞれのボードがランダムで決まる。サーフボード、スケートボード、スノーボードの3種類がある。